# 321 aC
El 321 aC va ser un any del calendari romà prejulià. A la República i a l'Imperi Romà es coneixia com l'Any del consolat de Calví i Albí (o també any 433 ab urbe condita o de la Fundació de Roma). La denominació «321 aC» per a aquest any s'ha emprat des de l'edat mitjana, quan el calendari Anno Domini va ser el mètode prevalent a Europa per a anomenar els anys.

## Esdeveniments

### Guerres dels diàdocs[a]
- Perdicas d'Orèstia, que marxava a Egipte, posa Neoptòlem, de qui no es fiava, a les ordres d'Èumenes de Càrdia. Neoptòlem s'alia amb Antípatre i Cràter d'Orèstia i quan Èumenes li ordena d'enviar un contingent, desobeeix. Èumenes l'ataca i el derrota, però Neoptòlem s'escapa i s'uneix a Cràter. Tots dos marxen contra Èumenes i són derrotats. Èumenes i Neoptòlem, que eren enemics personals, s'enfronten en combat singular i Èumenes mata a Neoptòlem segons expliquen Plutarc,[2] Corneli Nepot[3] i Diodor de Sicília.[4]
- Antígon Monoftalm, amenaçat per Perdicas d'Orèstia es refugia amb Antípatre a Macedònia, però la mort de Perdicas li deixa el camí lliure.[5]
- Cràter d'Orèstia, casat amb Fila, filla d'Antípatre, acompanya al seu sogre a la guerra contra Perdicas d'Orèstia. Obté el comandament de les forces que combaten a Èumenes de Càrdia mentre Antípater va a Egipte a través de Cilícia.[6]
- Pacte de Triparadisos. Per resoldre les lluites entre ells, els diàdocs es reuneixen al petit poblat de Triparadisos (a Síria, prop de les fonts de l'Orontes). Allà es designa regent a Antípatre i es reparteixen de nou entre ells les satrapies. El text conegut dels acords el va preservar el patriarca Foci a partir d'un llibre perdut de Flavi Arrià.[7]

### Antiga Roma
- Aquest any són elegits cònsols Tit Veturi Calví i Espuri Postumi Albí. Els dos cònsols van dirigir la guerra contra el Sàmnium, en el curs de la Segona Guerra Samnita.[8]
- Batalla de les Forques Caudines. Els samnites nomenen un nou cap, Gai Ponci, fill d'Herenni Ponci. Els dos cònsols romans envien ambaixadors per discutir els terme de la rendició dels samnites, però Gai Ponci pronuncia un discurs davant del consell del poble per evitar la pau. Gai Ponci en secret acampa a Caudium i envia deu soldats disfressats de pastors a Calàtia, on acampen els romans. Tot pasturant, informen als cònsols que els samnites són a la Pulla i es dirigeixen a Lucera, que aviat cauria a les seves mans. Els romans creuen l'engany i corren a ajudar els seus aliats.[9] En un congost entre les localitats d'Arpaia i Montesarchio, denominat Forques Caudines (Furculae Caudinae), per la proximitat a Caudium (a l'est de Càpua), la columna romana troba una barricada que els talla el pas. Volen retrocedir, però els samnites bloquegen les sortides. Els legionaris, al veure que els cònsols aixequen les tendes, munten un campament. Els cònsols, espantats, es reuneixen amb els oficials. Els romans, assetjats per totes bandes, sense poder travessar les barricades envien ambaixadors als samnites per demanar un acord de pau o desafiar-los en una batalla. Gai Ponci diu que ja estan vençuts i que ara ell posa les condicions. Han d'entregar les armes, lliurar els hostatges capturats, sortir del Samni i passar per sota del jou, dues llances samnites clavades a terra, que obliguen als romans a inclinar-se per a travessar-les. Aquest fet se'l va anomenar el pas sota el jou i va originar l'expressió passar pel jou o passar per les forques caudines, que significa haver d'acceptar irremeiablement una situació deshonrosa.[10]
- Quan a Roma es coneix la greu derrota de l'exèrcit, el senat nomena un dictador, Marc Emili Pap. Va convocar comicis i es van elegir nous cònsols.[11]

## Necrològiques
- Perdicas d'Orèstia. Al capdavant d'un gran exèrcit i acompanyat per Filip III Arrideu i Eurídice, i per Roxana i el seu fill, va a Egipte. Arriba fins a Pelúsion però després troba els braços del Nil fortificats i vigilats per Ptolemeu que el rebutja en tots els intents de passar el riu mentre baixa cap al sud. A l'altura de Memfis, perd una part de l'exèrcit, ofegat, i les tropes s'aixequen en un motí. Un grup d'oficials encapçalats per Seleuc i Antígenes van a la tenda de Perdicas i el maten.[12]
- Cràter troba la mort en combat contra Èumenes de Càrdia a Capadòcia. Èumenes lamenta aquest mort i l'honora amb un gran funeral, enviant les seves cendres a Macedònia.[13]